# Blue X

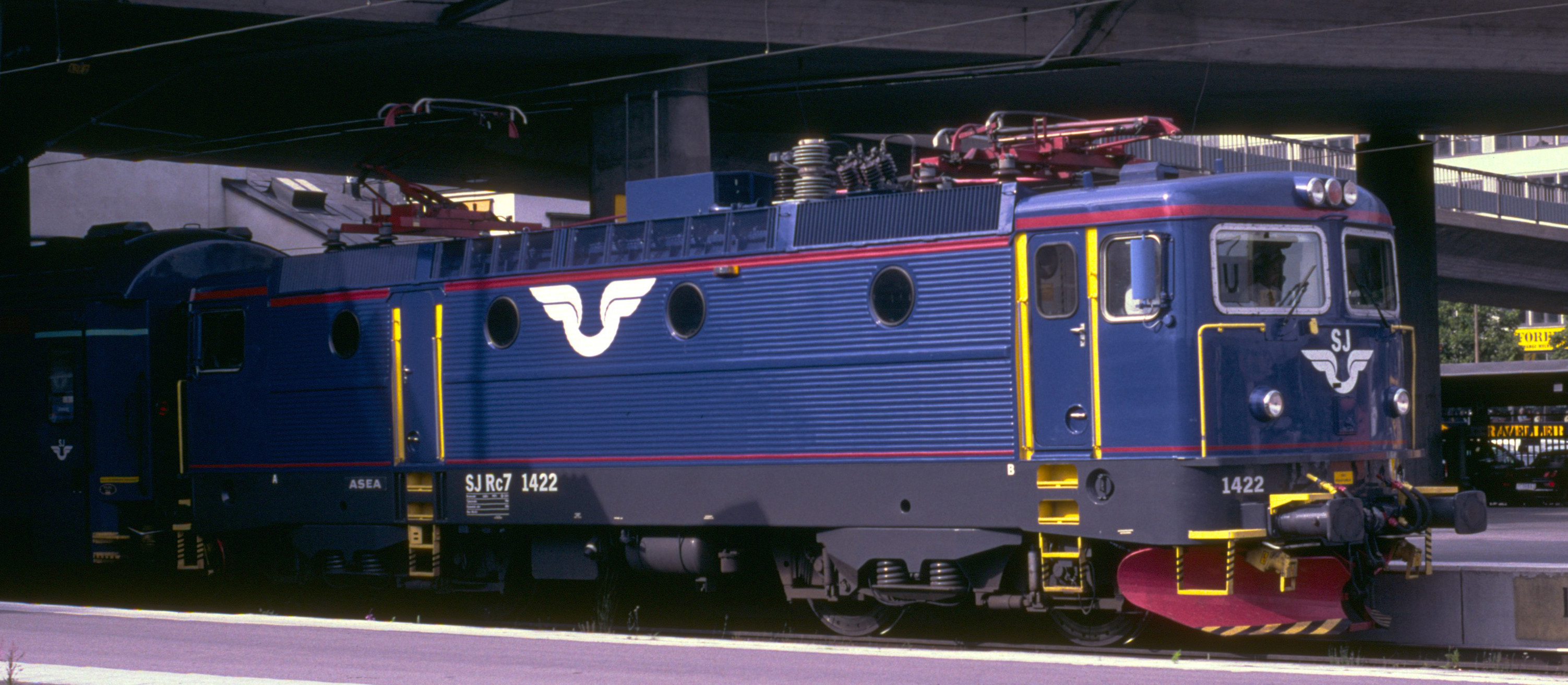
SJ Rc7 1422 på Stockholms centralstation år 2002.

Blue X, även X2000 R och IC 11, var den inofficiella beteckningen på SJ:s projekt att bygga om ett antal tågsätt från att kunna köras i maximalt 160 kilometer per timme till 180 kilometer per timme. Tågsätten var avsedda att användas som reservtåg till X 2000. Projektet började 2001 med ombyggnad av två lok men skrinlades innan det var fullbordat på grund av att kostnaden för att anpassa vagnarna för den högre maxhastigheten blev för stor.
Vagnarna som byggdes om utan hastighetshöjning fick ny inredning baserad på inredningen i X 2000 och en ny mörkblå färgsättning på utsidan. De vagnar som byggdes om var av typen A7 (1:a klass), B7 (2:a klass) och R4 (Bistro, det vill säga restaurangvagn). Efter ombyggnationen betecknas de totalt 27 vagnarna A11, B11 respektive RB11. 
Vagnarna går sedan ombyggnaden i vanliga Intercity-tåg på sträckor såsom Stockholm–Mora/Falun och Stockholm–Oslo och känns igen på sin mörkblå färgsättning. Loken är dock svartmålade enligt SJ:s nya färgprofil för loktåg.